# Cricula vinosa
Cricula vinosa är en fjärilsart som beskrevs av Watson 1912. Cricula vinosa ingår i släktet Cricula och familjen påfågelsspinnare. Inga underarter finns listade i Catalogue of Life.